# Geoffrey Howe
Richard Geoffrey Howe, barone Howe di Aberavon (Port Talbot, 20 dicembre 1926 – Warwickshire, 9 ottobre 2015), è stato un politico britannico, noto dal 1970 al 1992 come Sir Geoffrey Howe.
È nato nel 1926 a Port Talbot, nel Galles.
Ha ricoperto importanti incarichi nel governo inglese, soprattutto nel periodo in cui Margaret Thatcher è stata Primo ministro.

## La carriera politica

### Gli inizi
Conclusi gli studi in Legge a Cambridge, dove era anche responsabile dell'Associazione del Partito Conservatore dell'università, iniziò ad esercitare la professione di avvocato nel 1952. L'anno successivo sposò Elspeth Shand, con la quale ebbe tre figli: Caroline (Cary) e i gemelli Amanda e Alec. La sua abilità gli permise di ottenere nel 1965 il titolo di QC (" Queen's Council", un titolo riservato ai barrister più importanti).
Fu eletto membro della Camera dei comuni dal 1964 al 1966 per il collegio di Bebington ed in seguito dal 1970 al 1992, prima per il collegio di Reigate (1970—1974) e poi per il collegio di East Surrey (1974—1992).

### Al governo
Entrò nel governo di Edward Heath come Procuratore generale per l'Inghilterra e il Galles (1970-1972).
Dal 1972 al 1974 fu ministro dell'Industria e del Commercio: nel marzo 1974, con la vittoria alle elezioni dei laburisti di Harold Wilson, passò all'opposizione.

### Gli anni dell'opposizione (1974-1979)
Dopo l'elezione della signora Thatcher alla guida dei tories, Howe divenne il Cancelliere ombra dello Scacchiere. In quel periodo contribuì a configurare le misure per il rilancio dell'economia britannica, messe in attuazione dopo la vittoria del Partito Conservatore alle elezioni generali del 1979.

### Gli anni del Governo Thatcher (1979-1990)
Sir Geoffrey Howe fu nominato dal neo-primo ministro Cancelliere dello Scacchiere. Egli avviò una serie di politiche molto dure per ridurre inflazione e spesa pubblica e liberalizzare l'economia. Convinto sostenitore del monetarismo, praticò una riduzione delle imposte dirette e decise di promuovere incentivi alle imprese. L'applicazione di misure deflative in una situazione di recessione economica lo posero in contrasto con molti colleghi del Gabinetto.
Nel 1983, dopo la seconda vittoria elettorale conservatrice, divenne Ministro degli Esteri e del Commonwealth. Il suo operato permise di consolidare i rapporti con gli Stati Uniti d'America e con l'amministrazione Reagan.
Cercò inoltre di coinvolgere il governo inglese nel processo di formazione dell'Unione europea.
Le sue posizioni europeiste entrarono in conflitto con l'euroscetticismo di Margaret Thatcher. I disaccordi tra i due culminarono nel momento in cui il Regno Unito si trovò costretto a decidere sull'ingresso nello SME.
Howe, insieme al nuovo responsabile delle finanze inglesi, Nigel Lawson, sosteneva l'opportunità di un sistema di valute vincolate, che avrebbe potuto in parte difendere l'economia britannica da un incipiente rallentamento sofferto nel 1989.
Il primo ministro, dal canto suo, considerava i sistemi a cambi fissi disastrosi e decise di rimuovere Howe dalla carica, sostituendolo prima con John Major e dopo con Douglas Hurd.
Howe rimase nel Governo come Vice-Primo Ministro (1989-1990), carica prestigiosa seppur priva d'incidenza politica, e fu contemporaneamente Leader della Camera dei comuni e Lord presidente del Consiglio.
La decisione quasi ufficiale della Thatcher di non entrare a far parte della moneta unica lo condusse il 1º novembre 1990 a rassegnare le dimissioni. In quell'occasione pronunciò un durissimo attacco al primo ministro intervenendo alla Camera dei Comuni.
L'uscita di Howe dal governo fu in parte decisiva per la caduta di Margaret Thatcher, che si dimise tre settimane più tardi.
Nel 1992 lasciò la Camera dei comuni e divenne Pari del Regno e membro della Camera dei Lords.

## Curiosità
- È stato soprannominato dai propri oppositori politici "The Mogadon Man" (il Mogadon è un potente sonnifero) a causa del tono monocorde della sua voce.

## Libri
- Nel 1994 ha pubblicato la sua autobiografia con la casa editrice Macmillan dal titolo Conflict of Loyalty. Ristampata nel 1995 da Pan Books, divisione della Macmillan, ISBN 0-330-34375-0.